# Les Violons du bal
 (décembre 2019).
Si vous disposez d'ouvrages ou d'articles de référence ou si vous connaissez des sites web de qualité traitant du thème abordé ici, merci de compléter l'article en donnant les références utiles à sa vérifiabilité et en les liant à la section « Notes et références ».
Pour plus de détails, voir Fiche technique et Distribution.
Les Violons du bal est un film français réalisé par Michel Drach , scénario de Roger Boussinot, et sorti le 20 février 1974. Marie-José Nat reçut le prix d'interprétation féminine au festival de Cannes cette année-là pour son rôle dans ce film.

## Synopsis
C'est l'histoire d'un cinéaste qui veut réaliser depuis 20 ans le même film, autobiographique. Parallèlement à sa vie actuelle, il tourne avec un opérateur en reportage et avec des petits moyens, une chronique du temps présent. Tous les éléments de sa vie d'enfant, vie rêvée, souvenirs transposés et irréalistes, viennent se confondre au présent. Médusé, un petit garçon de neuf ans, Michel, assiste à l'effondrement de ce qui était sa vie : meubles bousculés, tapis roulés, bibelots et livres disparus au fond des caisses, et des valises dans lesquelles sa famille entasse vêtements et objets.
C'est la guerre. Dans l’appartement plusieurs membres de la famille , dont Jean, ont mis des masques à gaz qui devaient s’y trouver et s’en amusent pour dédramatiser devant les yeux ébahis de Michel. Jean  avec son masque à gaz lit un carnet "et maintenant voici les conseils du père le capitaine Cafoulis en cas d'évacuation, primo il est recommandé de laisser la clef à la concierge", Jean enlève son masque à la demande de sa mère et continue "tous les volets doivent être clos...". Puis la famille suit la route de l’Exode en voiture et réemménage en province.
Plus tard la famille reviendra à Paris.

## Fiche technique
- Titre original : Les Violons du bal
- Titre anglais : Violins at the Ball
- Titre allemand : Die Geigen des Balls
- Titre italien : I violoni del ballo
- Réalisateur et scénariste : Michel Drach
- Directeurs de la photographie : William Lubtchansky (couleur) et Yann Le Masson (noir et blanc)
- Musique : Jean Manuel de Scarano et Jacques Monty
- Montage : Geneviève Winding
- Format : couleur et noir et blanc
- Production : Port Royal Films ; ORTF
- Distribution : Planfilm
- Date de sortie en France : 20 février 1974
- Durée : 100 minutes

## Distribution
- Marie-José Nat : l'épouse et mère de Michel
- Jean-Louis Trintignant : le metteur en scène
- Gabrielle Doulcet : Mélanie, la grand-mère
- Michel Drach : lui-même
- David Drach : Lui-même et Michel enfant
- Luce Fabiole : la boulangère
- Christian Rist : Jean, le frère de Michel et le contestataire
- Nathalie Roussel : Nathalie, sœur de Michel
- Paul Le Person : Monsieur Robert, le passeur
- Guy Saint-Jean : Charly, l'autre passeur
- François Leccia : Jean, troisième passeur
- Yves Afonso : le caméraman
- Guido Alberti : le producteur
- Noëlle Leiris : la baronne
- Malvina Penne : la réfugiée
- Hella Petri : la femme du producteur
- Rudy Lenoir : un officier SS (non crédité)

## Distinctions
- Marie-José Nat a obtenu le Prix d'interprétation féminine du Festival de Cannes 1974.

## Critiques
« Voilà des violons qui ont une âme. Sensible et aigu comme il l’est, rien d’étonnant que Michel Drach ait gardé, de son enfance de jeune juif à travers les années noires, des images très vives. Clair regard d’un gamin qui embellit la réalité, mais aussi vision narquoise d’un cinéaste s’escrimant à faire financer son projet. Par de brusques escapades, en effet, Drach insère, dans ses souvenirs de plus récentes rebuffades : celles de producteurs malavisés. Précieuse trouvaille. Car, du choc de ces deux rejets (le racial et le commercial), qui se réactivent l’un l’autre, nait une force singulière. Affermie encore par le caractère familial de l’entreprise. Avant de céder la place à Jean-Louis Trintignant, Drach joue un temps son propre rôle. Mais surtout sa femme Marie-José Nat, exquise de douceur et d’émotion, et son fils David, l’aisance même, donnent à cette réussite une qualité incomparable. On sent, par delà le jeu, qu’ils échangent des élans de vraie tendresse. Et c’est très beau. »

Gilles Jacob, L'Express, 18 février 1974.

« Comment faire un film sur son enfance, quand les producteurs n’aiment guère les films sur l’enfance et que certains souvenirs sur l’enfance sont flous, déformés, voire faux ? Fantastique sujet (où il ne suffit pas d’être un épigone de Proust pour ne passe casser la figure. Il y faut aussi beaucoup d’humour, de bravoure et de sincérité. Drach n’a esquivé aucune difficulté : l’enfance en question se déroule en France sous l’occupation ; l’enfant en question (qu’il fut) est juif. Le film pouvait être geignard ; or il est émouvant sans pleurnicherie, drôle sans gags, beau sans joliesse. David Drach (le fils du cinéaste, jouant donc le rôle de son père) est très juste ; Trintignant est bon ; Marie-José Nat est sublime. Michel Drach a tout mis dans son film : sa vie, sa famille, son argent. Mais il ne suffit pas d’accorder les violons, encore faut il les faire chanter. Drach a donc ajouté ce que nous connaissions déjà et qui se confirme de film en film : son immense talent. »

Michel Mardore, Le Nouvel Observateur, 25 février 1974.

« (…) Le film est si beau, si passionnant et si bouleversant qu’il faut le voir pour ses mérites propres, qui sont exceptionnels (…) Michel Drach, entouré de sa femme et de son fils, nous entraine sur le sentier de sa mémoire. Tant de liens l’unissent à ses héros, tant d’amour à ses interprètes qu’une vague de tendresse submerge le film et le spectateur. Pourtant l’auteur s’est refusé tout trémolo. La première qualité de ce drôle de drame c’est le charme. Subtilement la gravité de l’évènement se dissout d’abord dans l’innocence du regard, puis en acquiert une densité décuplée. Pendant dix-huit ans, Michel Drach a voulu faire ce film. Il a eu raison, contre tous. Il manquerait quelque chose au cinéma français sans Les Violons du bal. »

Pierre Billard, Le Journal du dimanche, 24 février 1974. 

## Autres
- Le film a représenté la France au Festival de Cannes 1974.
- Christian Rist joua le rôle principal dans Les Guichets du Louvre du même scénariste Roger Boussinot, évoquant aussi la Shoah et sorti la même année. Dans les Violons du bal, il joue le rôle de Jean le frère de Michel et ressemble à Jean, le 3e passeur, joué par François Leccia. Alors que Jean, le fils de Marie-José Nat, ne fait pas partie de la famille voulant se réfugier en Suisse, en effet le frère de Michel est parti en Angleterre avec son père pour se battre en rejoignant la France libre, on pourrait confondre Jean le frère de Michel avec Jean le 3e passeur qui semble faire partie de la famille dans le film mais dit "au revoir madame" à Marie-José Nat, une fois sa mission accomplie.
- Dans la réalité la famille se réfugia à Vichy, mais ce n’est pas mentionné dans le film.

## Lieux de tournage
- Le premier passeur amène Michel en train à Saint-Julien-les-Valéry, cette ville n'existe pas. Le tournage a eu lieu à Frouville dans le Val d'Oise[1]. "En 1974, Michel Drach et Marie-José Nat, qui habitent Frouville, tournent Les Violons du bal au moulin de la rue Thibault et à la boulangerie.".
- Sortie du métro Filles du Calvaire.
- Le Cirque d'Hiver.
- Rue de Rivoli, école commerciale Pigier, Gysele, mariées Salvy prêt à porter, Ciseaux d’argent...(En noir et blanc, le metteur en scène et le caméraman longent la rue sur une moto).
- Le Château de Vigny.
- Place de la Concorde.
- La station de métro  Place d’Italie[2]
- Eglise Notre-Dame de Taverny[3].